# Birky (Tschuhujiw)
Birky (ukrainisch Бірки; russisch Борки Borki) ist ein Dorf in der ukrainischen Oblast Charkiw mit etwa 2900 Einwohnern (2001).

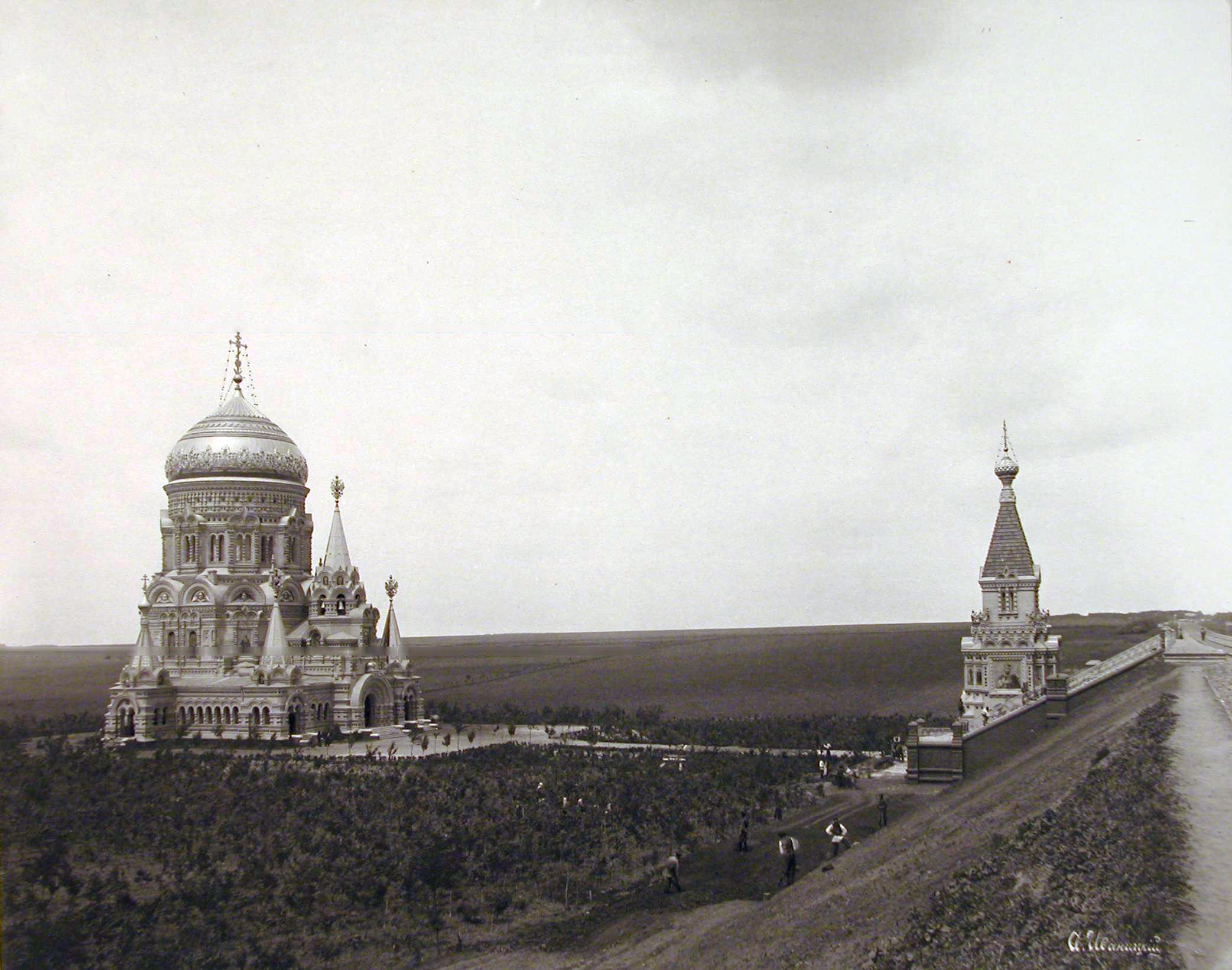
Die 1894 erbaute Christus-Erlöser-Kathedrale in Birky

Die 1659 gegründete Ortschaft liegt zwischen der Mscha (Мжа), einem 77 km langen, rechten Nebenfluss des Siwerskyj Donez und dem Dschhun (Джгун), einem 18 km langen, rechten Nebenfluss der Wilchuwatka 8 km nördlich der Siedlung städtischen Typs Birky, 25 km westlich vom Rajonzentrum Smijiw und etwa 40 km südwestlich vom Oblastzentrum Charkiw.
Durch das Dorf verläuft die Regionalstraße P–51 (ehemalige Territorialstraße T–21–07) und die Bahnstrecke Sewastopol–Charkiw. An der Bahnstrecke befindet sich im Dorf der Bahnhof Birky, in dessen Nähe am 17. Oktoberjul. / 29. Oktober 1888greg. der Eisenbahnunfall von Borki stattfand, bei dem der mitreisende russische Kaiser Alexander III. und seine Familienangehörige unverletzt blieben, jedoch 23 weitere Passagiere ums Leben kamen. An der Stelle des Unglücks wurde zum Dank der Bewahrung der kaiserlichen Familie 1891–1894 die später in Folge des Zweiten Weltkriegs zerstörte Christus-Erlöser-Kathedrale in Birky (ukrainisch Храм Христа Спасителя в Бірках) erbaut.

## Gemeinde
Das Dorf ist das administrative Zentrum der gleichnamigen, 97,966 km² großen Landratsgemeinde im Westen des Rajon Smijiw, zu der noch folgende Dörfer gehören:
- Dschhun (Джгун, ⊙) mit etwa 80 Einwohnern
- Fedoriwka (Федорівка, ⊙) mit etwa 220 Einwohnern
- Huschwynske (Гужвинське, ⊙) mit etwa 50 Einwohnern
- Krawzowe (Кравцове, ⊙) mit etwa 70 Einwohnern
- Kukuliwka (Кукулівка, ⊙) mit etwa 80 Einwohnern
- Kyrjuchy (Кирюхи, ⊙) mit etwa 10 Einwohnern
- Kysle (Кисле, ⊙) mit etwa 50 Einwohnern
- Perschotrawnewe (Першотравневе, ⊙) mit etwa 2200 Einwohnern
- Pohorile (Погоріле, ⊙) mit etwa 110 Einwohnern
- Salisnytschni Birky (Залізничні Бірки, ⊙) mit etwa 100 Einwohnern

## Persönlichkeiten
Die Ethnographin, Herausgeberin und Frau des ukrainischen Schriftstellers Iwan Franko Olha Fedoriwna Franko, geborene Choruschynska (ukr. Ольга Федорівна Франко (Хоружинська); † 1941) kam 1864 im Dorf zur Welt.